# مجموعات الآلات الموسيقية
مجموعات الآلات الموسيقية هي تصنيفات لمجموعة من الآلات الموسيقية التي تنتمي لنفس الفصيلة، نذكر منها المجموعات الثلاث التالية:
الوتريات - الخشبيات - النحاسيات

## الوتريات
تتكون عائلة الوتريات من أربعة أصناف من الكمان:
1. الكمان
2. الألطو (الكمان الأوسط)
3. التشيلو (الفيولونسيل / الكمان الجهير)
4. الكونترباص (الكمان الأجهر)

أما مجموعات الوتريات فهي ثلاث:
1. الثنائي الوتري: كمان أول - كمان ثاني (يستعملان مفتاح صول)
2. الثلاثي الوتري: كمان أول - كمان ثاني (مفتاح صول) - التشيلو (مفتاحي صول وفا الرابع)
3. الرباعي الوتري: كمان أول - كمان ثاني (مفتاح صول) - الألطو (مفتاح دو الثالث) - التشيلو (مفتاح دو الثالث)

### ملحوظات
- مع أن الكونترباص ضمن عائلة الوتريات إلا أنه لا يدرج ضمن مجموعة الوتريات، لكن هذا لا يمنع من استعماله عندما يتعلق الأمر بالجوق السمفوني، إذ يضفي الكونترباص لمسة من الوقار والعظمة بفضل نطاقها الصوتي الجد منخفض (تستعمل الكونترباص مفتاح فا الرابع)
- لا يجب الخلط بين مجموعة الوتريات وعائلة الوتريات، إذ أن هذه الأخيرة تضم جميع الآلات من نفس النوع، بغض النظر عن التأليفات التي تتشكل منها الفرق الموسيقية الخاصة بهذه الآلات.

## الخشبيات
ويمكن تسميتها أيضا الهوائيات الخشبيات أو اللسانيات، ويرجع السبب في تسميتها إلى توفرها على لسان خشبي بالرغم من أن بعضها مصنوع من المعدن.
المجموعات الخشبية المعروفة في الموسيقى الكلاسيكية أربع:
1. الثنائي الخشبي (الهوائي الخشبي / اللساني): فلوت - هوبوا (مفناح صول)
2. الثلاثي الخشبي: فلوت - هوبوا - كلارينيت سي بمول (مفتاح صول)
3. الرباعي الخشبي: فلوت - هوبوا - كلارينيت سي بمول - كور إنجليزي على فا (مفتاح صول)
4. الخماسي الخشبي: فلوت - هوبوا - كلارينيت سي بمول - كور إنجليزي على فا (مفتاح صول) - الباصون (مفتاحي فا الرابع ودو الرابع)

### ملحوظة
يستحسن أن نطلق على الخماسي الخشبي اسم الخماسي الهوائي، هذا الأخير أكثر شهرة وشيوعا.

## النحاسيات
هي مجموعة من الآلات المصنوعة من النحاس كما يدل على ذلك اسمها وعدد مجموعاتها أربع:
1. الثنائي النحاسي (الثنائي الطرومبيط أيضا): طرومبيط أول سي بمول - طرومبيط ثاني دو (مفتاح صول)
2. الثلاثي النحاسي: طرومبيط أول سي بمول - طرومبيط ثاني - طرمبون (مفتاحي صول وفا الرابع)
3. الرباعي النحاسي: طرمبيط أول سي بمول - طرومبيط ثاني - طرمبون - كور على فا(مفتاحي صول وفا الرابع)
4. الخماسي النحاسي: طرمبيط أول سي بمول - طرومبيط ثاني - طرمبون - كور على فا(مفتاحي صول وفا الرابع)- توبا (tuba)سي بمول (مفتاح فا الرابع).

## إضافات
تستعمل هذه المجموعات حسب التصنيف أعلاه في حفلات صغيرة أو رسمية كالكونسرتو مثلا، كما نجد أن الرباعي الوتري هو أكثر استعمالا في موسيقى الحجرة (musique de chambre) بينما يستعمل الراعي والخماسي النحاسي في موسيقى الجاز والبلوز بمصاحبة آلات أخرى كالساكسوفون والبيانو أحيانا.
يبقى الجوق السمفوني الجامع الكبر لكل هذه الآلات والمجموعات، إذ يوظفها كاملة لخلق أكبر عدد ممكن من ألوان التأليف والمتعة.

### ملحوظة هامة
يمكن أن تخرج هذه المجموعات عن القواعد التقليدية لخلق نوع من التجديد والتحرر، كأن يستبدل الكمان الثاني بالألطو على أن يضاف الكونترباص إلى الرباعي الوتري مثلاً، لكن تبقى المجموعة محافظة على نفس عائلة الآلة الموسيقية.